# Arctornis tossa
Arctornis tossa är en fjärilsart som beskrevs av Collenette 1947. Arctornis tossa ingår i släktet Arctornis och familjen tofsspinnare. Inga underarter finns listade i Catalogue of Life.